# Овчинников, Вячеслав Викторович
Вячеслав Викторович Овчинников (род. 25 октября 1946, город Рассказово, Тамбовская область) — руководящий сотрудник МВД РФ, генерал-полковник, доктор юридических наук.

## Образование и научная деятельность
В 1968 году окончил Ленинградское высшее артиллерийское командное училище имени Красного Октября, имея разряды по 11-ти видам спорта, в том числе по: волной и классической борьбе, самбо, гирям, лыжам, боксу.
Окончил Военную артиллерийскую академию имени М. И. Калинина (1972—1976) и Высшие академические курсы при Военной академии Генерального штаба Вооруженных Сил СССР имени К. К. Ворошилова (1995).
Защитил кандидатскую диссертацию на тему: «Организационно-правовые основы деятельности органов внутренних дел и внутренних войск МВД России в условиях внутренних вооруженных конфликтов».
В 2006 году защитил докторскую диссертацию по теме: «Взаимодействие правоохранительных органов и силовых структур России во внутренних вооруженных конфликтах». 

## Военная служба
В 1968—1972 гг. служил в отдельной дивизии оперативного назначения имени Ф. Э. Дзержинского, командовал взводом, артиллерийской батареей, артиллерийским дивизионом, в 1976—1988 годах — начальник штаба и командир артиллерийского полка, командир конвойного полка.
- 1988—1990 гг. — старший офицер в управлении боевой подготовки Главного управления внутренних войск МВД СССР[1][3][4];
- с марта 1990 года — начальник штаба управления внутренних войск МВД СССР по Северному Кавказу и Закавказью[1][3];
- с марта 1993 года — заместитель начальника оперативного управления Главного управления командующего внутренними войсками МВД России[1][3][4].

Участник боевых действий в Афганистане.
Исполнял обязанности коменданта районов чрезвычайного положения в Нагорном Карабахе, Осетино-Ингушском конфликте, дважды в Чечне.
В 1995—1996 гг. — заместитель начальника штаба МВД России, с 1996 г. — военный комендант г. Грозного. После подписания Хасавюртовских соглашений руководил нормализацией обстановки в Грозном, в том числе через установление режима совместного патрулирования.
С июня 1997 г. — начальник Главного управления исполнения наказаний МВД России. Во время руководства Овчинниковым ГУИНом происходил процесс перевода этой структуры из МВД в Минюст, который в основном завершился к осени 1998 г.
С марта 1999 г. — 1-й заместитель главнокомандующего, с апреля того же года заместитель министра внутренних дел Российской Федерации — Главнокомандующий внутренними войсками МВД России. 
Участвовал в боевых действиях в Дагестане и Чеченской республике с августа 1999 года.
Под его была разработана концепция развития внутренних войск на период до 2005 года. 
В январе 2000 года освобождён от должности. В действующем резерве состоял до июня 2007 года.

## Воинские звания
- полковник (22.06.1989)[3]
- генерал-майор (06.05.1994)[3]
- генерал-лейтенант внутренней службы (07.11.1997)[3]
- генерал-лейтенант (02.03.1999)[3]
- генерал-полковник (05.04.1999)[3][5]

## Прочая деятельность
В 1969 году вступил в КПСС. 
С 2000 года — советник генерального директора Федерального государственного унитарного предприятия «Рособоронэкспорт».
Профессор, член нескольких диссертационных советов в Академии управления МВД России.

## Награды и звания
Награждён орденами «За службу Родине в Вооружённых Силах СССР» III степени, Мужества, «За личное мужество», Петра Великого, 15-тью медалями.
Заслуженный работник МВД.